# Mosquée de Gävle
La mosquée de Gävle, également connue sous le nom de mosquée al-Rashideen ou de centre islamique de Gävle, est une mosquée située à Gävle, en Suède. La mosquée est située sur Södra Rådmansgatan dans le quartier de Söder, dans des locaux achetés par une fondation qatarie à l'Église méthodiste pour cinq millions de couronnes.

## Histoire de l'église

### En tant qu'église 1964 - 2008
Le bâtiment de Södra Rådmansgatan a été inauguré en 1964 et utilisé comme église méthodiste. Il a été conçu par Rudolf Holmgren, architecte et paroissien de l'époque.

### Mosquée en 2008
En 2008, le bâtiment a été vendu à l'organisation caritative qatarie Sheik Eid Mohammam Al-Thani (Eyd Charity) et a été inauguré l'année suivante, après rénovation, en tant que mosquée. L'un des fondateurs d'Eyd Charity était Abd al-Rahman bin Umayr al-Nuaymi, l'un des principaux financiers de la branche irakienne de l'organisation terroriste Al-Qaïda, qui s'est ensuite transformée en l'État islamique.
En 2015, quatre représentants de l'association qatarie Eyd Charity ont siégé au conseil d'administration de la mosquée, ces quatre personnes étant également membres du conseil d'administration de la mosquée d'Örebro. La même année, ces membres du conseil d'administration et l'imam Abo Raad ont tenté de prendre le contrôle de la mosquée d'Eskilstuna et d'y introduire une version salafiste de l'islam, mais le conseil administratif du comté ne les a pas approuvés en tant que membres du conseil d'administration de la fondation en raison de l'insuffisance de leurs données personnelles,.

## Extérieur
La mosquée est construite en briques sombres en forme de cube, et son entrée est dotée d'une lourde porte en chêne. Au-dessus de l'entrée se trouve un auvent.

## Enquête duGefle Dagbladsur la gestion de la mosquée 2015-2016
En septembre 2015, le Gefle Dagblad a lancé une enquête sur la gestion de la mosquée. Le journal a déclaré que la fondation qatarie qui finançait la mosquée voulait répandre la branche salafiste de l'islam, le wahhabisme,. En 2015, l'imam de la mosquée, Abo Raad, aurait soutenu l'islam militant sur les médias sociaux. Après que Gefle Dagblad a enquêté sur le cercle d'islamistes radicaux autour de la mosquée al-Rashideen, le rédacteur en chef du journal a reçu des menaces de mort. L'auteur des menaces, un proche de l'imam de la mosquée, a été condamné à deux mois de prison,.